# ペンギンズ FROM マダガスカル ザ・ムービー
『ペンギンズ FROM マダガスカル ザ・ムービー』（ペンギンズ フロム マダガスカル ザ・ムービー、原題：Penguins of Madagascar）は、2014年11月26日にアメリカで公開されたドリームワークス・アニメーション製作の3Dアニメーション映画。
日本では2015年11月14日にユナイテッド・シネマとシネプレックスにて独占上映され（2Dの吹き替え版のみ）、同日には上映劇場及びローソン・HMVにてBlu-ray・DVDが先行発売された。なお、Blu-ray・DVDの通常販売やレンタル開始は2016年1月8日。劇場公開前にはJALの国際線にて日本語吹き替え版が機内上映されていた。
なお、米国でのオープニング興行収入は2,544万7,444ドル（約28億円）。また、ドリームワークス・アニメーションで携わってきたパシフィック・データ・イメージズが関わる作品としては、本作は最後でもある。

## あらすじ
とある金庫に忍び込んだペンギンズ。ところが、ペンギンに恨みを持つタコのデーブに捕まる。なんとか逃げ出すことに成功するものの、今度はノース・ウィンドというスパイ軍団が現れ、ペンギンズ史上最大の作戦が始まる。

## 登場人物
隊長 (Skipper)
声 - トム・マクグラス（日本語吹き替え：飛田展男）
コワルスキー (Kowalski)
声 - クリス・ミラー（日本語吹き替え：手塚秀彰）
新人 (Private)
声 - クリストファー・ナイツ（日本語吹き替え：石田泰弘）
リコ (Rico)
声 - コンラッド・ヴァーノン（日本語吹き替え：関貴昭）
シークレット (Classified) /（犬）
声 - ベネディクト・カンバーバッチ（日本語吹き替え：成田剣）
デーブ/オクト博士 (Dave/Dr. Octavius Brine) /（タコ）
声 - ジョン・マルコヴィッチ（日本語吹き替え：楠見尚己）
本作の敵役。
エバ (Eva) /（フクロウ）
声 - アネット・マヘンドル（日本語吹き替え：小松由佳）
ヒューズ (Short Fuse) /（アザラシ）
声 - ケン・チョン（日本語吹き替え：佐藤せつじ）
コーポ (Corporal) /（ホッキョクグマ）
声 - ピーター・ストーメア（日本語吹き替え：かぬか光明）
モート (Mort) /（コビトキツネザル）
声 - アンディ・リクター（日本語吹き替え：山口勝平）
キング･ジュリアン (King Julien XIII) /（ワオキツネザル）
声 - ダニー・ジェイコブズ（日本語吹き替え：塩屋浩三）
その他日本語吹き替え：荻野晴朗、岡林史泰、藤村歩、タルタエリ、影平隆一、Lynn、堀井千砂、浜田洋平

## 評価
レビュー・アグリゲーターのRotten Tomatoesでは117件のレビューで支持率は74%、平均点は6.20/10となった。Metacriticでは31件のレビューを基に加重平均値が53/100となった。